# 上博卡日
上博卡日（法語：Haut-Bocage，法語發音：[o bɔkaʒ]）是法国阿列省的一个市镇，位于该省西部，属于蒙吕松区。

## 历史
上博卡日成立于2016年1月，由以下3个市镇合并而成：
- 日瓦尔莱（Givarlais）
- 卢鲁奥德芒（Louroux-Hodement）
- 马耶

其中马耶为政府驻地。

## 地理
上博卡日（46°28'47"N, 2°39'10"E）面积70.64 平方千米，位于法国奥弗涅-罗讷-阿尔卑斯大区阿列省，该省份为法国中部省份，北起涅夫勒省、西北接谢尔省，西南至克勒兹省，南至多姆山省，东南临卢瓦尔省，东临索恩-卢瓦尔省。
与上博卡日接壤的市镇（或旧市镇、城区）包括：埃里松、纳西尼、勒尼、瓦隆昂叙利、韦纳、比兹讷耶、埃斯蒂瓦雷耶、索瓦尼、韦尔内。
上博卡日的时区为UTC+01:00、UTC+02:00（夏令时）。

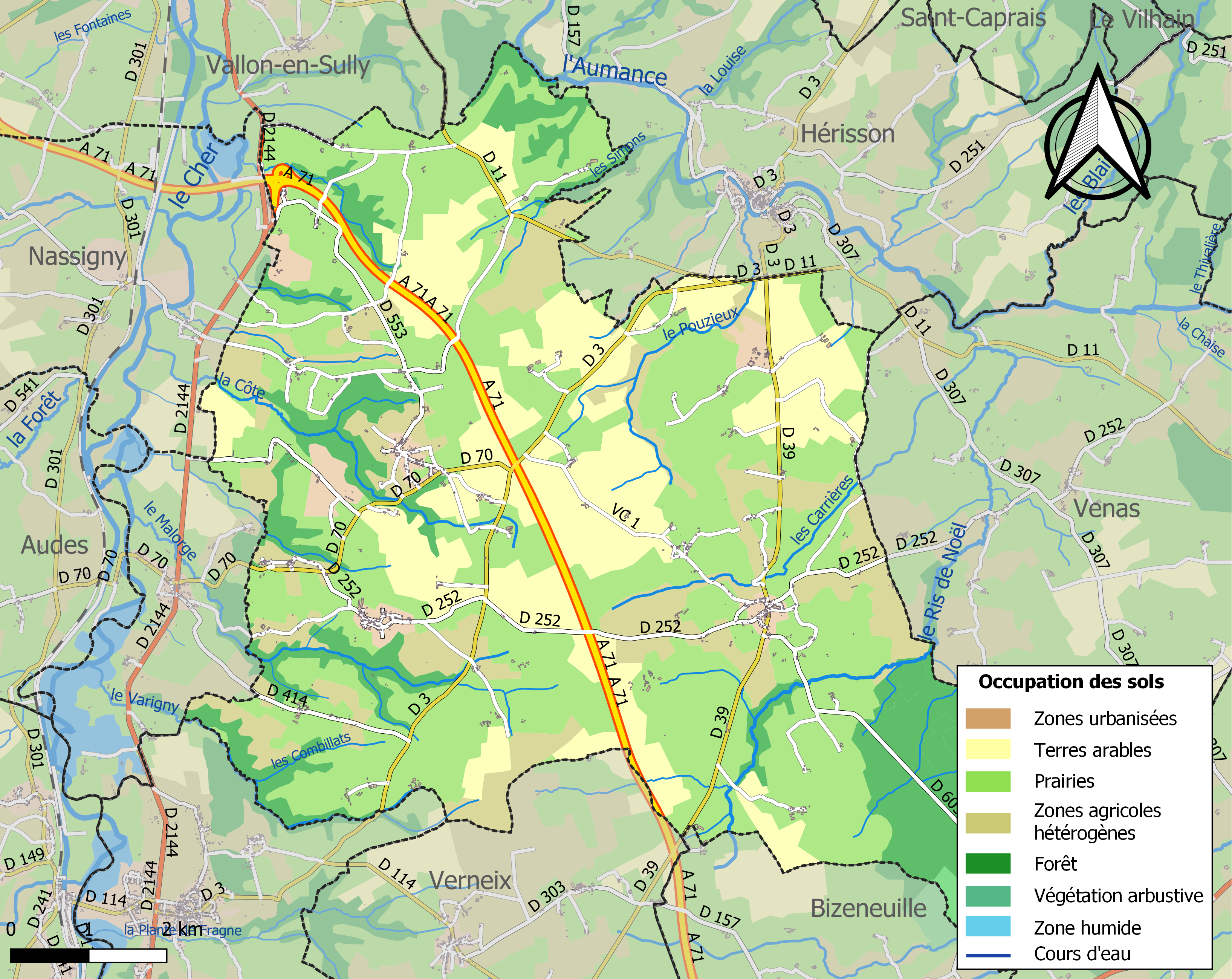
上博卡日的OSM定位图

## 行政
上博卡日的邮政编码为03190，INSEE市镇编码为03158。

## 政治
上博卡日所属的省级选区为于列勒县。

## 人口
上博卡日于2022年1月1日时的人口数量为850人。